# Oxalato de cromo(II)
Oxalato de cromo(II) é um composto inorgânico de fórmula química CrC2O4. É produzido pela reação do acetato de cromo(II) com o ácido oxálico. 